# 尤松雄
尤松雄（1940年5月25日—？），中華民國政治人物，中國國民黨籍，宜蘭頭城人，曾任第11、12屆宜蘭縣議會議員、中華民國第2、3屆國民大會代表、第5、6屆臺灣省諮議會諮議員。